# Teratocephalus subvexus
Teratocephalus subvexus är en rundmaskart som beskrevs av Anderson 1969. Teratocephalus subvexus ingår i släktet Teratocephalus och familjen Teratocephalidae. Inga underarter finns listade i Catalogue of Life.